# هيو هير
هيو هير (بالإنجليزية: Hugh Herr) هو متسلق صخور ‏ ومهندس أمريكي، ولد في 25 أكتوبر 1966 في لانكستر في الولايات المتحدة.